# Frying Pan (jezero)
Jezero Frying Pan (leta 1963 preimenovano v Waimangu Cauldron, čeprav se ne uporablja široko) je največji vroč izvir na svetu. Je v kraterju Echo v vulkanski dolini Waimangu na Novi Zelandiji in njegova kisla voda ohranja temperaturo približno 50 do 60 °C. Jezero pokriva 38.000 kvadratnih metrov v delu vulkanskega kraterja in plitvo jezero globoko le 5,5 metrov, a se pri odprtinah lahko spusti do 18,3 metra.
Krater Echo je nastal kot del izbruha gore Tarawera leta 1886, ki je odprl več kraterjev vzdolž 17-kilometrske razpoke, ki se razteza jugozahodno od gore Tarawera do bližnjega Južnega kraterja. Po tem dogodku se je dno kraterja delno napolnilo z deževnico in segreto podtalnico, vendar se je večji krater, ki je bil posledica velikega izbruha v kraterju Echo 1. aprila 1917, napolnil iz vročih vrelcev in do sredine leta 1918 dosegel trenutno velikost.
Najnovejši izbruh v kraterju Echo se je zgodil 22. februarja 1973 in uničil območje terase Trinity na jugovzhodni obali jezera Frying Pan. Na zahodni obali jezera je še vidno območje pisanih sintranskih teras. Na severu je jezero omejeno s parečimi Cathedral Rocks. Ta monolitna kamnita struktura je sestavljena iz riolitne lave, stare vsaj 60.000 let, in se je imenovala Gibraltar Rock, dokler izbruh kraterja Echo leta 1917 ni popolnoma spremenil njene oblike. V tem dogodku je izginila tudi fumarola, znana kot Hudičeva pihalna luknja v severni steni kraterja Echo.
Voda v jezeru Frying Pan običajno pari in se lahko zdi, da vre zaradi ogljikovega dioksida in vodikovega sulfida, ki mehurčita na površje, vendar je povprečna temperatura jezera 55 °C. Jezero in njegov odtok, Waimangu Stream (imenovan Hot Water Creek v vodniku Waimangu Wanderer Guide), imata povprečno raven pH 3,8, čeprav ga nekateri vreli vroči vrelci in zračniki na dnu jezera hranijo z alkalno vodo pH 8,2 do 8,7. To vodi do različnih gradientov ravni pH, ki določajo, katere vrste alg so prisotne, modrozelene alge Mastigocladus laminosus ali evkariontske alge Cyanidium caldarium.
Edinstvena ciklična narava hidrotermalnega sistema, ki medsebojno povezuje jezero Frying Pan in bližnje jezero Inferno Crater, je bila predmet študij, odkar je bila leta 1970 nameščena oprema za spremljanje na iztoku iz jezera Frying Pan in pri jezeru Inferno Crater. Vodostaj obeh jezer in količine prelivanja sledijo zapletenemu ritmu, ki se ponovi približno vsakih 38 dni. Ko se gladina in temperatura jezera Inferno Crater povečata, se gladina in odtok jezera Frying Pan zmanjšata.
Prostornina iztoka jezera Frying Pan se je leta 1970 zmanjšala z več kot 122 litrov na sekundo na približno 100 L/s, vendar se spreminja do 20 L/s kot del 38-dnevnega cikla.
Jezero Frying Pan je ena prvih večjih atrakcij ob glavni sprehajalni poti Waimangu, prijazni do invalidskih vozičkov. Najdišče izumrlega gejzirja Waimangu je nedaleč od njegove severovzhodne obale.